# Патрік Бодрі
Патрік П'єр Роже Бодрі (фр. Patrick Pierre Roger Baudry; нар. 6 березня 1946) — другий французький астронавт після Жан-Лу Кретьєна. Здійснив політ на космічному шатлі «Діскавері» в червні 1985 року.

## Життєпис
Бодрі народився в Дуалі (французький Камерун). Одружений, має трьох дітей від іншого союзу. Його захоплення: мотоцикли та автогонки. Він також любить бігати марафони, грати в сквош, кататися на лижах, стріляти, займатися віндсерфінгом і скайдайвінгом. Бодрі також знавець вина. Його батьки були частиною французького опору під час Другої світової війни, а його сім'я була нагороджена медаллю Опору.

### Освіта
- У 1965 році закінчив Національне військове училище,
- в 1967 році — Французьку військово-повітряну академію «École de l'Air».
- У 1970 році завершив свою льотну підготовку в Салон-де-Провансі і Турі.

### Кар'єра
Служив льотчиком-винищувачем в ескадрильї 1/11 «Руссільон» на літаках North American F-100 Super Sabre і SEPECAT Jaguar, виконавши велику кількість польотів в різних країнах Африки.
У 1978 вступив до Імперської школи льотчиків-випробувачів в Боском-Даун (Англія), де виконував польоти на літаках Hunter, Harrier, Lightning. По закінченні підготовки в 1979 році був призначений в льотно-випробувальний центр Бретіньї-сюр-Орж у Франції, де випробовував винищувачі та інші бойові літаки Dassault Mirage, SEPECAT Jaguar, Vought F-8 Crusader. Загальний наліт Бодрі складає більше 4000 год, з яких 3300 — на більш ніж 100 видах реактивних літаків. Має ліцензію пілота транспортної авіації.